# روابط ایتالیا و مالزی
روابط مالزی و ایتالیا (به انگلیسی: Italy–Malaysia relations) (ایتالیایی: Relazioni bilaterali tra Italia e Malaysia) روابط خارجی بین دو کشور ایتالیا و مالزی می‌باشد. سفارت ایتالیا در کوالا لامپور بوده و سفارت مالزی در رم  می‌باشد.

## روابط اقتصادی
در بین کشورهای عضو اتحادیه اروپا، ایتالیا پنجمین شریک بزرگ تجاری مالزی است. برخی از کمپانی‌های بزرگ مالزی در ایتالیا به فعالیت می‌پردازند که شرکت ملی نفت و گاز پتروناس، از آن جمله می‌باشد.